# Англійська літературна вимова

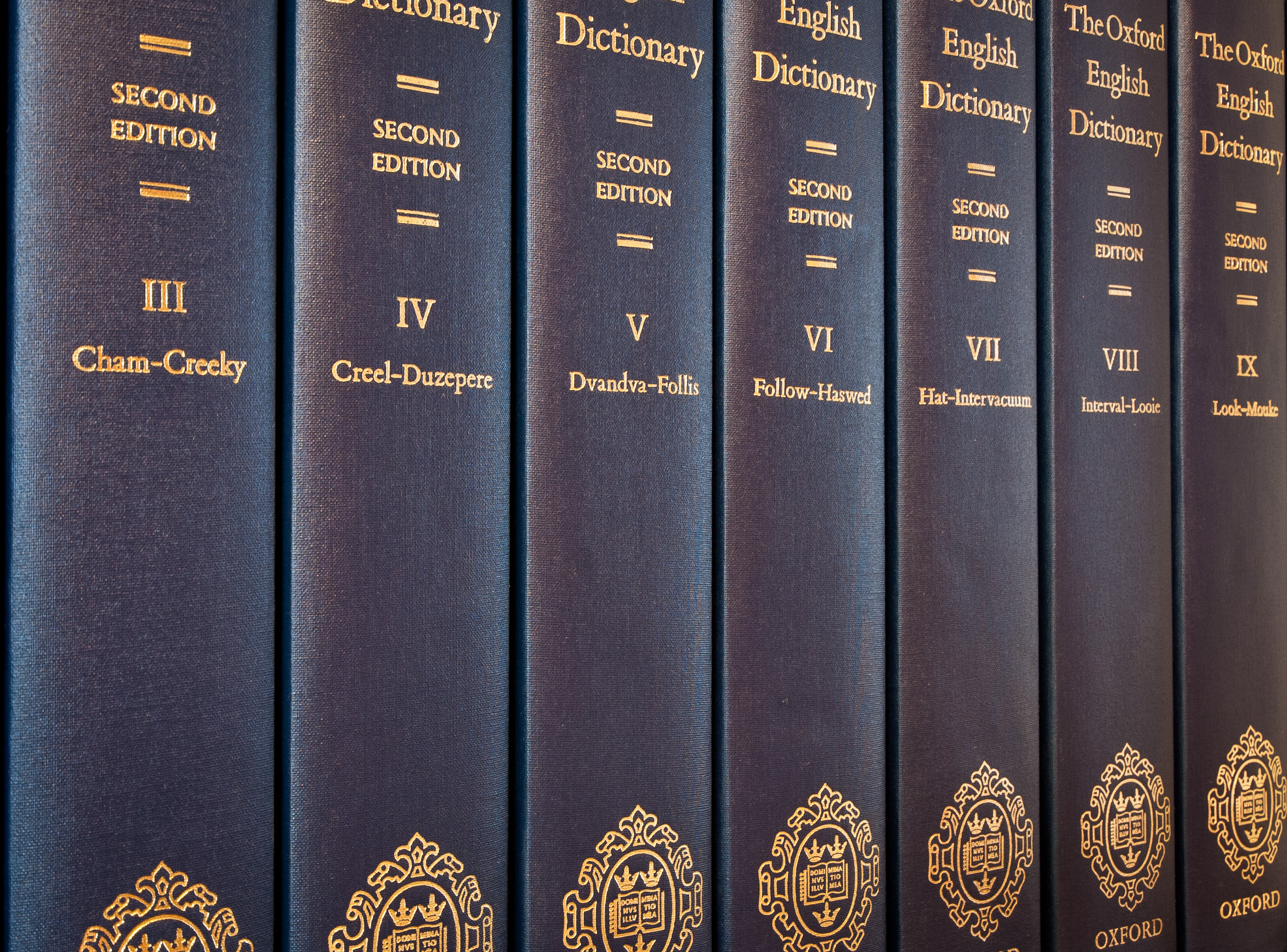
Оксфордський словник англійської мови — де-факто стандарт літературної вимови

Англійська літературна вимова (прийнята вимова, англ. Received Pronunciation, RP) — стандартизована форма вимови британської англійської мови, утворена на основі діалектів поширених серед освічених мешканців південно-східної Англії, поширена як стандарт вимови англійської мови по всьому світу.
Англійське слово received у терміні Received Pronunciation передає своє первісне значення accepted (прийнята) або approved (затверджена).
В українській мові наразі усталеного перекладу терміна Received Pronunciation не існує, найчастіше він перекладається, як: англійська літературна вимова, прийнята вимова, нормативна вимова, надбана вимова, прийнятий стандарт, загальноприйнята фонетична норма, правильна вимова. Також цей термін має неформальні назви: вишукана англійська (posh English), королівська англійська, оксфордська англійська та BBC англійська.
Англійська літературна вимова (Received Pronunciation) береться за стандарт при викладанні англійської мови у багатьох країнах світу, зокрема в Україні. Використання цієї вимови є ознакою освіченості, разом з тим у побуті нею користується менше ніж 3 % населення Великої Британії.

## ТермінReceived Pronunciation (прийнята вимова)
Рання сучасна англійська мова почала формуватися починаючи з XV століття, а вже наприкінці цього століття було встановлено стандартизовану англійську мову (Standard English) на основі мови, якою розмовляли у Лондоні. Згодом у середині XVIII століття на основі лондонського діалекту із включенням елементів мови мешканців Східного Мідленду, Міддлсексу та Ессексу формується британська англійська літературна мова з характерною вимовою, знаною зараз, як Received Pronunciation (прийнята вимова).

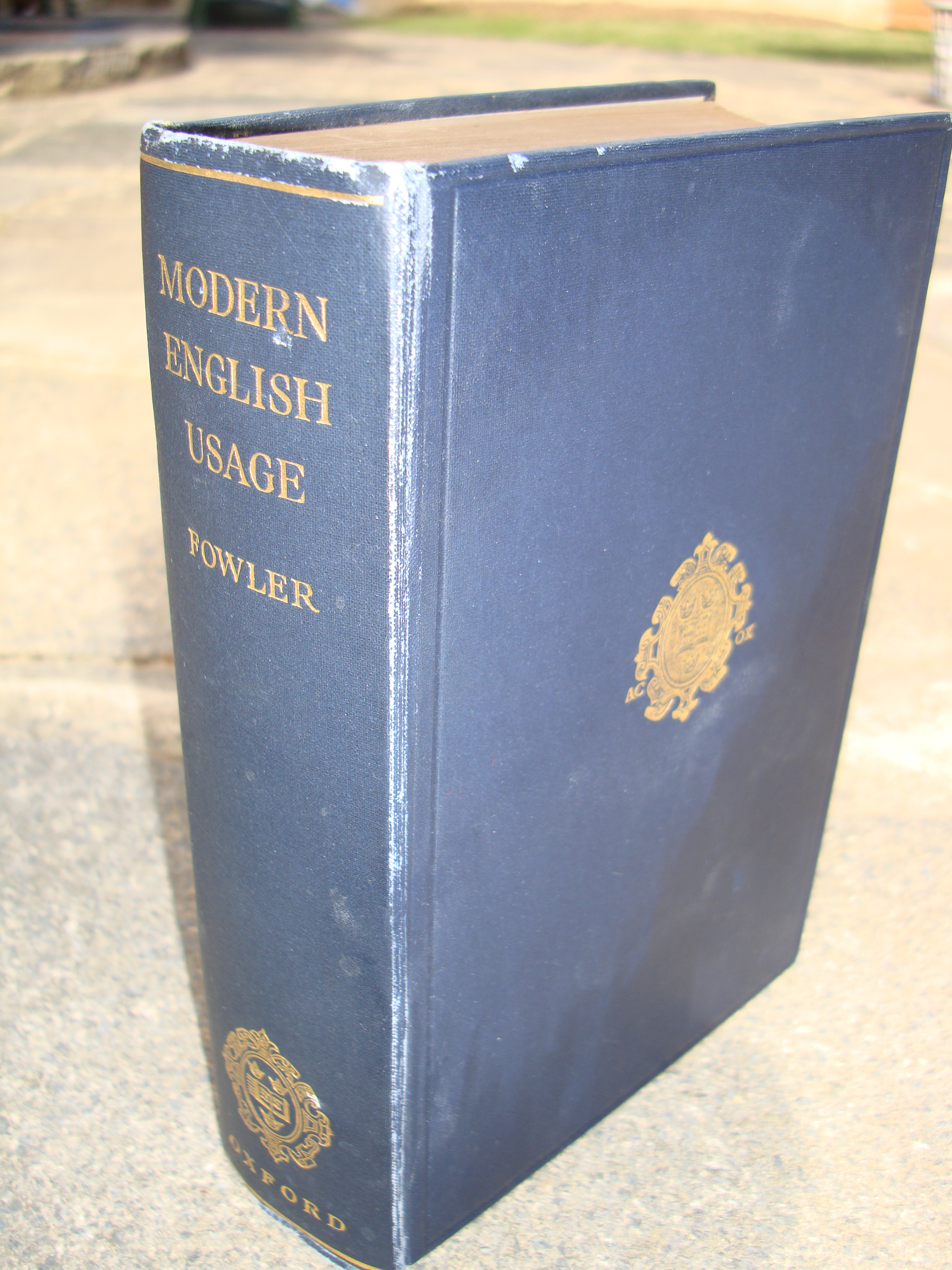

Започаткування терміна Received Pronunciation (прийнята вимова) частіше за все приписується фонетисту Деніелу Джонсу. У першому виданні словника вимови англійської мови (English Pronouncing Dictionary) у 1917 році Деніел Джонс ввів термін «Вимова в загальноосвітніх школах» (Public School Pronunciation). Треба зазначити, що в той час під назвою Public School у Великій Британії розуміли лише закриті приватні привілейовані середні навчальні заклади. А уже у другому виданні у 1926 році він писав:

Надалі я називаю це — прийнятою вимовою, за відсутністю кращого терміну
Оригінальний текст (англ.)
[In what follows I call it Received Pronunciation (abbreviation RP), for want of a better term.] Помилка: {{Lang}}: текст вже має курсивний шрифт (допомога)

Проте цей термін був використаний набагато раніше у 1818 році франко-американським лінгвістом Пітером Стівеном дю Понсо та у 1869 році англійським філологом Александром Джоном Еллісом.
Пізніше у 1927 році філолог Генрі Сесіл Кеннеді Вайлд ввів в ужиток термін «received standard (прийнятий стандарт)».
Словник вживання сучасної англійської мови видавництва Oxford University Press у редакції 1965 року остаточно закріпив термін «the Received Pronunciation (прийнята вимова)», щодо літературної вимови.

## Альтернативні терміни
Деякі лінгвісти вважають термін «Received Pronunciation (прийнята вимова)», щодо літературною англійської вимови невдалим. Так «Словник англійської вимови» (English Pronouncing Dictionary) видавництва Cambridge University Press, орієнтований на тих, хто вивчає англійську мову як іноземну мову, стверджує, що термін «Received Pronunciation (прийнята вимова)» є архаїчним і використовує натомість неформальний термін BBC Pronunciation (BBC вимова) для визначення правильної англійської вимови. Хоча зазначає, що медійна корпорація BBC більше не пропагує мову вищих соціальних класів для своїх слухачів. Деякі інші автори також використовують термін BBC вимова.
Фонетист Джек Льюїс Віндзор часто критикує термін «Received Pronunciation (прийнята вимова)», у своєму блозі він називає його образливим, до смішного архаїчним, церковно-приходським і «запитання-благаючим», та зазначив, що американські вчені вважають цей термін достатньо курйозним. У 1970 році у «Малому словнику вимови американської і британської англійської мови» (Concise Pronouncing Dictionary of American and British English) він ввів термін загальноприйнятна британська (General British), на зразок загальноприйнятна американська (General American).
Лінгвісти Беверлі Коллінз та Інгер Міс використовують термін поза-регіональна вимова (Non-Regional Pronunciation) для літературної англійської вимови, але лишають термін Received Pronunciation (прийнята вимова) для усної мови вищих соціальних класів Англії у ХХ столітті.

## Фонологія

### Приголосні
|              | Губно-губні | Губно-губні | Губно-зубні | Губно-зубні | Зубні | Зубні | Ясенні | Ясенні | Заясенні | Заясенні | Середньопіднебінні | Задньоязикові | Задньоязикові | Гортанні | Гортанні |
| ------------ | ----------- | ----------- | ----------- | ----------- | ----- | ----- | ------ | ------ | -------- | -------- | ------------------ | ------------- | ------------- | -------- | -------- |
| Носові       | m           | m           |             |             |       |       | n      | n      |          |          |                    | ŋ             | ŋ             |          |          |
| Проривні     | p           | b           |             |             |       |       | t      | d      |          |          |                    | k             | ɡ             |          |          |
| Африкати     |             |             |             |             |       |       |        |        | tʃ       | dʒ       |                    |               |               |          |          |
| Фрикативні   |             |             | f           | v           | θ     | ð     | s      | z      | ʃ        | ʒ        |                    |               |               | h        |          |
| Апроксиманти |             |             |             |             |       |       | ɹ(r)   | ɹ(r)   | ɹ(r)     | ɹ(r)     | j                  | w             | w             |          |          |
| Бокові       |             |             |             |             |       |       | l      | l      |          |          |                    |               |               |          |          |

- МФА фонема [ɹ] подається символом «r» у транскрипціях словників англійської мови
- Фонема [x], не присутня у прийнятій вимові (RP), але сучасний Оксфордський словник подає її у словах кельтського походження (як додаткова, допустима вимова. Наприклад: loch /lɒx/[31]) та у деяких власних назвах іноземного походження (Наприклад: Bloch /blɒx/[32]).

### Голосні

Вимова букви «u» в слові sun в різних регіонах Англії

| \| \| Переднього ряду \| Переднього ряду \| Середнього ряду \| Середнього ряду \| Заднього ряду \| Заднього ряду \| \| довгі \| короткі \| довгі \| короткі \| довгі \| короткі \| \| \| --------------------- \| ----------------------- \| ----------------------- \| ----------------------- \| ----------------------- \| ----------------------- \| ----------------------- \| \| Високого піднесення \| i: \| ɪ \| \| \| uː \| ʊ \| \| Середнього піднесення \| \| e̞(e)[en] \| ɜː \| ə \| o̞(ɔː)[en] \| \| \| Низького піднесення \| \| æ \| \| ɐ(ʌ) \| ɑː \| ɒ \| \| Дифтонги \| eɪ aɪ ɔɪ aʊ əʊ ɪə eə ʊə \| eɪ aɪ ɔɪ aʊ əʊ ɪə eə ʊə \| eɪ aɪ ɔɪ aʊ əʊ ɪə eə ʊə \| eɪ aɪ ɔɪ aʊ əʊ ɪə eə ʊə \| eɪ aɪ ɔɪ aʊ əʊ ɪə eə ʊə \| eɪ aɪ ɔɪ aʊ əʊ ɪə eə ʊə \| \| Трифтонги \| eɪə aɪə ɔɪə aʊə əʊə \| eɪə aɪə ɔɪə aʊə əʊə \| eɪə aɪə ɔɪə aʊə əʊə \| eɪə aɪə ɔɪə aʊə əʊə \| eɪə aɪə ɔɪə aʊə əʊə \| eɪə aɪə ɔɪə aʊə əʊə \| - В дужках надано написання фонем в Оксфордському словнику, якщо воно не збігається з МФА - Написання дифтонгів і трифтонгів надано згідно з Оксфордським словником - Фонема [e̞(e)] подається символом ɛ у деяких словниках британської англійської мови, наприклад: у Словнику англійської мови Коллінза - Фонема [ɜː] у деяких англо-українських словниках відображається, як [ə:] - Фонема [ɒ] у деяких англо-українських словниках відображається, як [ɔ] - Характерною особливістю літературної британської англійської вимови є відтворення звуку [ɹ(r)] тільки перед голосними, на відміну від багатьох інших діалектів з американською англійською включно, де [ɹ(r)] вимовляється безумовно. Таким чином слова: farther ['fɑːðə] далі i father ['fɑːðə] батько вимовляються однаково. - На відміну від північних діалектів англійської мови у фонетиці прийнятої вимови присутній звук [ɐ(ʌ)]. Наприклад: jump [ʤʌmp] стрибати. - Буквосполучення /wh/ вимовляється одним звуком, як правило [w] що є відмінним від багатьох діалектів включаючи шотландську та ірландську англійські мови, де це буквосполучення вимовляється, як /hw/ що відповідає МФА фонемі [ʍ]. Таким чином слова: wale [weɪl] смуга i whale [weɪl] кит вимовляються однаково. 1. 2. 3. 4. 5. 6. 7. 8. 9. 10. 11. 12. 13. 14. 15. 16. 17. 18. 19. 20. 21. 22. 23. 24. 25. 26. 27. 28. 29. 30. 31. 32. 33. 34. 35. 36. |                         |                         |                         |                         |                         |                         |
| | Переднього ряду         | Переднього ряду         | Середнього ряду         | Середнього ряду         | Заднього ряду           | Заднього ряду           |
| довгі | короткі                 | довгі                   | короткі                 | довгі                   | короткі                 |                         |
| Високого піднесення | i:                      | ɪ                       |                         |                         | uː                      | ʊ                       |
| Середнього піднесення |                         | e̞(e)                    | ɜː                      | ə                       | o̞(ɔː)                   |                         |
| Низького піднесення |                         | æ                       |                         | ɐ(ʌ)                    | ɑː                      | ɒ                       |
| Дифтонги | eɪ aɪ ɔɪ aʊ əʊ ɪə eə ʊə | eɪ aɪ ɔɪ aʊ əʊ ɪə eə ʊə | eɪ aɪ ɔɪ aʊ əʊ ɪə eə ʊə | eɪ aɪ ɔɪ aʊ əʊ ɪə eə ʊə | eɪ aɪ ɔɪ aʊ əʊ ɪə eə ʊə | eɪ aɪ ɔɪ aʊ əʊ ɪə eə ʊə |
| Трифтонги | eɪə aɪə ɔɪə aʊə əʊə     | eɪə aɪə ɔɪə aʊə əʊə     | eɪə aɪə ɔɪə aʊə əʊə     | eɪə aɪə ɔɪə aʊə əʊə     | eɪə aɪə ɔɪə aʊə əʊə     | eɪə aɪə ɔɪə aʊə əʊə     |